# Kazuo Fujikawa
Kazuo Fujikawa (jap. 藤川和男, Fujikawa Kazuo; * 1942) ist ein japanischer theoretischer Physiker.

## Leben
Fujikawa studierte an der Universität Tokio und wurde 1970 an der Princeton University bei Sam Treiman promoviert. 1983 wurde er Professor für theoretische Physik an der Universität Hiroshima und danach am Yukawa Institut der Universität Kyōto.  Er war  Professor an der Universität Tokio und zuletzt bis zu seiner Emeritierung 2012 am Institute of Quantum Science der Nihon-Universität. Zurzeit (2012) ist er Gastwissenschaftler am RIKEN.
Fujikawa ist bekannt für seine Untersuchungen von Anomalien in der Quantenfeldtheorie mit Pfadintegral-Methoden, was eine besonders elegante Behandlung ermöglicht. Diese Anomalien sind Verletzungen einer klassischen Symmetrie (wie einer Eichsymmetrie) durch die zugrundeliegende quantenmechanische Theorie und geben somit Hinweise auf diese Theorie. Prototyp für Anomalien ist die Adler-Bell-Jackiw Anomalie der 1960er Jahre (von Stephen Adler, John Stewart Bell, Roman Jackiw). Sie sind eng mit topologischen Fragen verbunden und wurden insbesondere in den 1980er Jahren im Rahmen der Stringtheorie intensiv untersucht (beispielsweise ermöglichten diese Michael Boris Green und John Schwarz die Vorhersage der erlaubten Symmetriegruppen in der Superstringtheorie).
In den 2000er-Jahren untersuchte er auch geometrische Phasen in der Quantenmechanik (deren Prototyp, die Berry-Phase, von Michael Berry untersucht wurde) mit Methoden der Zweiten Quantisierung und er befasste sich mit Aspekten von Feldtheorien auf dem Gitter (wie chirale Anomalien, Regularisierung, Supersymmetrie).
1986 erhielt Fujikawa den Nishina-Preis.

## Schriften
- mit Hiroshi Suzuki: Path integrals and quantum anomalies. Oxford University Press, 2004.
- Path integral measures for gauge invariant fermion theories. In: Physical Review Letters. Band 42. 1979, S. 1195.
- Path integral for gauge theory with fermions. In: Physical Review D. Band 21. 1980, S. 2848.
- mit Benjamin W. Lee, Anthony Ichirō Sanda: Generalized renormizable gauge formulation of spontaneously broken gauge theories. In: Physical Review D. Band 6. 1972, S. 1223.
- mit B. W. Lee, A. Sanda, S. B. Treiman: Induced neutral current effects in unified models of weak and electromagnetic interactions. In: Physical Review Letters. Band 29. 1972, S. 682–684.
- Geometric phases and hidden gauge symmetry. In: Bull. Asian-Pacific Center for Theoretical Physics. 2009.
- Quantum anomalies and some recent developments. In: Int. J. Mod. Phys., A. Band 24. 2009, S. 3306–3315.
- Topological properties of geometrical phases. In: Progress Theoretical Physics. Supplementum, Band 164. 2007, S. 194.